# ハートブレイカー (2010年の映画)
『ハートブレイカー』（L'arnacœur、英題：Heartbreaker）は、2010年のフランスの映画。

## ストーリー
アレックス（ロマン・デュリス）はプロの別れさせ屋として活動する男。彼が次のターゲットとして大富豪のヴァン・デル・ベック（ジャック・フランツ）から依頼されたのは、裕福なイギリス人実業家ジョナサン（アンドリュー・リンカーン）と10日後に結婚しようとしている彼の娘ジュリエット（ヴァネッサ・パラディ）であった。彼女らの結婚を阻止するため、アレックスは結婚式を行うモナコへと向かう。

## キャスト
- アレックス・リピ - ロマン・デュリス： 別れさせ屋。借金を抱えている。
- ジュリエット・ヴァン・デル・ベック - ヴァネッサ・パラディ： 父親に反発している令嬢。30歳。
- メラニー - ジュリー・フェリエ： アレックスの姉。別れさせ屋として様々な職業になりすます。
- マルク - フランソワ・ダミアン： メラニーの夫。別れさせ屋の裏方担当。
- ソフィー - エレーナ・ノゲラ： ジュリエットの友人。色情狂。アレックスに言い寄る。
- ジョナサン・オルコット - アンドリュー・リンカーン： ジュリエットの婚約者。裕福なイギリス人実業家。
- ヴァン・デル・ベック - ジャック・フランツ： ジュリエットの父。花の卸売などで財を成した。
- ドュトゥール - ジャン＝イヴ・ラフェッス： アレックスの雇い主（仕事の仲介）。
- ゴラン - ジャン＝マリー・パリ： 借金取りの大男。アレックスを常に監視。

## 受賞・ノミネート
| 映画祭・賞   | 部門                             | 候補                 | 結果       |
| ------------ | -------------------------------- | -------------------- | ---------- |
| セザール賞   | 作品賞                           |                      | ノミネート |
| セザール賞   | 主演男優賞                       | ロマン・デュリス     | ノミネート |
| セザール賞   | 助演男優賞                       | フランソワ・ダミアン | ノミネート |
| セザール賞   | 助演女優賞                       | ジュリー・フェリエ   | ノミネート |
| セザール賞   | 新人監督作品賞                   | パスカル・ショメイユ | ノミネート |
| サテライト賞 | ミュージカル・コメディ映画男優賞 | ロマン・デュリス     | ノミネート |